# Pierre Estradère
Pierre Estradère, né le 20 juin 1911 à Boulogne-Billancourt, mort le 8 novembre 2000 à Mantes-la-Jolie, est un homme politique français. Il est député communiste de la Seine de 1951 à 1955.

## Biographie
Fils et petit-fils d'ébénistes, Pierre Estradère qui travaille dès ses quatorze ans, est ouvrier métallurgiste hautement qualifié puisqu'il est modeleur-mécanicien. Il est employé dans plusieurs usines de la banlieue Ouest de Paris, alors très industrialisée. Syndiqué à la CGT à partir de 1934, il adhère au Parti communiste français en 1938.
Arrêté en septembre 1940 pour activités communistes dans son usine, il est interné au camp de Choisel à Châteaubriant, puis au camp de Voves. Il s'en évade en janvier 1943. Repris six mois plus tard, condamné à mort, il est en fait déporté en 1944 au camp de concentration de Buchenwald. Il s'évade d'un commando de ce camp le 11 avril 1945, peu avant la libération de celui-ci.
De retour à Paris, il devient responsable du PCF pour le Ve arrondissement de Paris et occupe des fonctions de permanent politique dans le parti. En 1949 il devient le secrétaire de Jacques Duclos. Aux élections législatives de juin 1951 il est élu député de la Seine, dans la 1re circonscription (Paris rive-gauche). Il n'est pas réélu en 1956.

### Mandat électoral
- Député de la Seine : 17 juin 1951 - 1er décembre 1955

### Distinctions
- Médaille des évadés
- Croix de guerre
- Légion d'honneur